# Hovertank 3D
Hovertank 3D – gra komputerowa 3D na PC z gatunku first-person shooter stworzona przez id Software i wydana przez firmę Softdisk w 1991 roku. Jest to pierwsza gra używająca perspektywy pierwszej osoby. Hovertank 3D używa silnika, który stał się podstawą przy kolejnej grze firmy – Catacomb 3D. Pojawiły się w nim jednobarwne bloki.
Gra stworzona została w technologii 3D na tym samym silniku co Wolfenstein 3D, a jej akcja osadzona jest w mieście. Głównym bohaterem jest czołgista, zaś celem – uratowanie ludzi. Gracz ma do dyspozycji jedynie działo, używane do zabijania przeciwników lub niszczenia ściany, jeżeli jest to konieczne. Możliwe jest znalezienie amunicji i kluczy. Poziom zdrowia sygnalizowany jest wyglądem czołgu z góry (podobnie jak twarz w grze Wolfenstein 3D).